# Manducus greyae
Espèce
Manducus greyae est une espèce de poisson téléostéen.